# 毛柄水毛茛
毛柄水毛茛（学名：Batrachium trichophyllum）为毛茛科水毛茛属下的一个种。

## 扩展阅读
- 維基物種上的相關：毛柄水毛茛